# Tusciano
 (août 2018).
Si vous disposez d'ouvrages ou d'articles de référence ou si vous connaissez des sites web de qualité traitant du thème abordé ici, merci de compléter l'article en donnant les références utiles à sa vérifiabilité et en les liant à la section « Notes et références ».
Le Tusciano est un fleuve de Campanie.

## Le cours du fleuve
Le fleuve naît sur le mont Polveracchio. Il traverse la commune d'Acerno, longe le mont Costa Calda dans la commune de Campagna puis entre dans la commune d'Olevano sul Tusciano. Après avoir traversé les hameaux d'Ariano et de Monticelli, il traverse Battipaglia et son territoire, jusqu'à la localité de Spineta où il se jette dans la mer Tyrrhénienne.

## Affluents
Ses affluents sont le canal Acque Alte Tusciano à gauche et les torrents Cornea, Isca della Serra, Lama, Rialto et Vallemonio à droite.

## La centrale hydroélectrique
Dans la localité de Presa, sur la commune d'Olevano sul Tusciano, une partie de l'eau est acheminée vers un bassin qui alimente la centrale hydroélectrique située à Ariano, hameau de la commune d'Olevano. Cette centrale a été construite entre la fin du XIXe et le début du XXe siècle, ce qui en fait un des premières constructions hydroélectriques en Italie, et la première réalisée par la Società Meridionale di Elettricità dans le sud du pays. Le projet originel remonte à 1895.